# Gmina Mollaj
Gmina Mollaj (alb. Komuna Mollaj) – gmina położona we wschodniej części Albanii. Administracyjnie należy do okręgu Korcza w obwodzie Korcza. W 2011 roku populacja gminy wynosiła 3438 osób, 1694 kobiety oraz 1744 mężczyzn, z czego Albańczycy stanowili 76,09% mieszkańców.
W skład gminy wchodzi pięć miejscowości: Mollaj, Floq, Pulahë, Ujëbardhë, Kamenicë.